# Anselmo Garay
General Anselmo Garay fue un militar mexicano que participó en la Revolución mexicana. Nació en Tomóchic, Chihuahua. En 1910 se incorporó a la lucha maderista en su estado natal. En 1913, durante la lucha contra Victoriano Huerta, ingresó a la escolta de "Dorados" del general Francisco Villa. Murió en noviembre de 1916, en un combate contra las fuerzas carrancistas del general Carlos Osuna de León, entre Santa Isabel y La Baeza, en Chihuahua. 